# Рангендинген
Рангендинген (нем. Rangendingen) — община в Германии, в земле Баден-Вюртемберг. 
Подчиняется административному округу Тюбинген. Входит в состав района Цоллернальб.  Население составляет 5203 человека (на 31 декабря 2010 года). Занимает площадь 21,68 км².
Коммуна подразделяется на 3 сельских округа.